# Godthåbhallen
Godthåbhallen är en handbollstadion i Nuuk, Grönland. Den är hemmastadion för Grönlands herrlandslag i handboll. Stadion har 1000 platser.
Precis utanför hallen finns en allmänt tillgänglig ishockeybana.
Nuuk Stadion ligger ca 350 m nordväst om hallen.